# Journal d'un fan
Pour plus de détails, voir Fiche technique et Distribution.
Journal d'un fan (A Fan's Notes) est un film canadien réalisé par Eric Till, sorti en 1972.

## Synopsis
Un écrivain incapable de composer avec la société fait une dépression.

## Fiche technique
- Titre : Journal d'un fan
- Titre original : A Fan's Notes
- Réalisation : Eric Till
- Scénario : William Kinsolving d'après le roman Le Dernier Stade de la soif de Frederick Exley
- Musique : Ron Collier
- Photographie : Harry Makin
- Montage : Michael Manne
- Production : Martin Davidson
- Société de production : Coquihala
- Pays :  Canada
- Genre : Comédie dramatique
- Durée : 90 minutes
- Dates de sortie : 
  -  Canada : 21 juillet 1972

## Distribution
- Jerry Orbach : Fred Exley
- Patricia Collins : Patience
- Burgess Meredith : M. Blue
- Rosemary Murphy : la mère
- Douglas Campbell : Paddy the Duke
- Conrad Bain : Poppy
- Jackie Burroughs : Betty Blind
- Jack Van Evera : Snow White
- Gerard Parkes : Quasimodo
- Linda Goranson : Limpid
- Ken James : Joey, le barman
- Elsa Raven : Deborah
- Julia Anne Robinson : Bunny Sue
- Murray Matheson : Médecin du Clarke Institute

## Distinctions
Le film a été présenté en sélection officielle en compétition au Festival de Cannes 1972.